# 20539 Gadberry
20539 Gadberry è un asteroide della fascia principale. Scoperto nel 1999, presenta un'orbita caratterizzata da un semiasse maggiore pari a 2,8589050 UA e da un'eccentricità di 0,1062394, inclinata di 3,34498° rispetto all'eclittica.